# Ротонда ПКО
Ротонда ПКО (польск. Rotunda PKO) является банковским зданием на центральной улице Варшавы, на самом главном перекрёстке —  пересечении Иерусалимских аллей (где Дворец культуры и науки) с улицей Маршалковской — Рондо Дмовского (Rondo Romana Dmowskiego).
Здание было построено в 1966 году по проекту архитектора Збигнева Карпинского как завершение архитектурного комплекса магазинов «Восточная Стена» (Ściana Wschodnia). Из-за зигзагообразного оформления окружности крыши варшавяние назвали его «генеральским тортом», поскольку она напоминала околыш шапок польских генералов.
Здание известно не только по причине отчётливой архитектуры. 15 февраля 1979 года в 12:37 часов случился взрыв газа (см. pl:Wybuch gazu w Rotundzie PKO w Warszawie), от чего погибло 49 служащих и клиентов банка, а 110 человек были ранены. Официально причиной был взрыв газа, но среди жителей было распространено мнение о возможном теракте.
Здание было разрушено на 70 %, но было почти без изменений поспешно восстановлено и в конце октября того же года открыто.
В 2010-х владелец здания — PKO Bank Polski — заявил о намерение по коммерческим причинам снести 44-летние здание и на его месте построить новое круглое здание с рестораном. Многие варшавяне выражают протест против этого и требуют внесения здания в перечень исторических памятников.
10 марта 2017 года началась разборка здания, на его месте в течение двух лет обещали построить здание похожего дизайна.